# Presidenti della Provincia di Vibo Valentia
Elenco dei presidenti dell'amministrazione provinciale di Vibo Valentia dalla sua istituzione nel 1992.

## Repubblica italiana (dal 1946)
Nel periodo transitorio dall'istituzione dell'ente fino alle elezioni provinciali del 1995, la provincia è stata guidata dal viceprefetto vicario della provincia di Cosenza Alfonso Guido.

### Presidenti della provincia ad elezione diretta (1995-2014)
| Nº | Nome | Nome                                    | Mandato          | Mandato           | Partito                                 | Coalizione | Coalizione                                 | Elezione |
| Nº | Nome | Nome                                    | Inizio           | Fine              | Partito                                 | Coalizione | Coalizione                                 | Elezione |
| -- | ---- | --------------------------------------- | ---------------- | ----------------- | --------------------------------------- | ---------- | ------------------------------------------ | -------- |
| 1  |      | Enzo Romeo                              | 8 maggio 1995    | 14 giugno 1999    | Indipendente di centro-sinistra         |            | L'Ulivo (PDS-PPI-PdD)                      | 1995     |
| 2  |      | Ottavio Bruni                           | 14 giugno 1999   | 14 giugno 2004    | Partito Popolare Italiano La Margherita |            | L'Ulivo (DS-PPI-CDU-SDI RI-UDEUR-PdCI-FdV) | 1999     |
| 2  |      | Ottavio Bruni                           | 14 giugno 2004   | 26 febbraio 2008  | Partito Popolare Italiano La Margherita |            | L'Ulivo (DL-DS-SDI-UDEUR-Civiche)          | 2004     |
| 3  |      | Francesco De Nisi                       | 14 aprile 2008   | 20 novembre 2012  | Partito Democratico                     |            | PD-Civiche                                 | 2008     |
| –  |      | Mario Ciclosi (Commissario prefettizio) | 20 novembre 2012 | 28 settembre 2014 | —                                       | —          | —                                          | —        |

### Eletti da sindaci e consiglieri provinciali (dal 2014)
| Nº | Nome | Nome                                                | Mandato           | Mandato         | Partito                         | Elezione |
| Nº | Nome | Nome                                                | Inizio            | Fine            | Partito                         | Elezione |
| -- | ---- | --------------------------------------------------- | ----------------- | --------------- | ------------------------------- | -------- |
| 4  |      | Andrea Niglia                                       | 28 settembre 2014 | 8 maggio 2018   | Indipendente di centro-sinistra | 2014     |
| –  |      | Alfredo Lo Bianco (Vicepresidente facente funzioni) | 8 maggio 2018     | 31 ottobre 2018 | Indipendente di centro-sinistra | 2014     |
| 5  |      | Salvatore Solano                                    | 31 ottobre 2018   | 29 gennaio 2023 | Indipendente di centro-destra   | 2018     |
| 6  |      | Corrado L'Andolina                                  | 29 gennaio 2023   | in carica       | Indipendente di centro-destra   | 2023     |